# すずめの戸締まり
『すずめの戸締まり』（すずめのとじまり、英: Suzume）は2022年（令和4年）に公開された日本のアニメーション映画。脚本・監督は新海誠。日本各地の廃墟に点在する災いの出口・“扉”を閉じていく少女の解放と成長を描くロードムービー。

## ストーリー
宮崎県の静かな町で叔母・岩戸 環（いわと たまき）と暮らす17歳の女子高校生・岩戸 鈴芽（いわと すずめ）はある日夢を見る。一人の幼い少女が廃墟も立ち並ぶ草原の中をひたすら歩き、母を探すも見つからず疲れ果て蹲る。そこに一人の女性が歩いてくる。その女性を少女は見つめるがその瞬間鈴芽は夢から目覚めてしまう。
2023年9月25日。鈴芽は青年・宗像 草太（むなかた そうた）と登校中すれ違う。鈴芽は彼が気になり通学路を引き返し後を追い、山中の今は廃れたリゾート地にある廃屋で水溜りの中に佇んでいた一つの古い扉を見つける。鈴芽は何かに引っ張られるように扉に手を伸ばし、引き込まれる。その扉の向こうの世界には、広い草原と全ての時間が混ざりあった空があった。鈴芽はその世界に驚愕し足を踏み入れようとしたが何故か世界に入れず、足元にあった猫の形をした石を見つける。謎のささやき声に引かれるように石を持ち上げると白い猫に姿を変え逃亡し、それを見た鈴芽も堪らずその場から去っていった。
鈴芽がようやく登校し友人らと昼食を取ろうとした時に窓の向こうの山から煙が登っているのを目撃するが、彼女以外誰にも見えていなかった。その時緊急地震速報のアラームが教室中に響き渡る。揺れは直ぐ収まったが鈴芽は煙が赤黒くなり空へと登っていくのを目撃するもこれも彼女以外誰にも見えなかった。堪らず彼女は再び廃屋へと向かうがそこには必死に戸締まりしようとしている草太の姿があった。彼は鈴芽に警告するも煙のようなものの勢いに押され吹き飛ばされる。鈴芽は駆け寄るが地中から金色の細い糸が現れ煙に付着すると煙が倒れ町中を再び地震が襲う。落下してきた鉄骨から鈴芽を庇い怪我を負いながらも草太は再び戸締まりしようとし、そこに鈴芽も加わる。草太が何かを唱えたその時、幾つもの温泉街が繁栄していた頃の人々の声が鈴芽の耳に入り二人は戸締まりに成功する。
その後怪我した草太を介抱するため鈴芽は家へ向かう。彼は『扉』を探して締めることで、要石で封印していた日本列島の下をうごめくミミズの暴走を防ぐべく仕事をしていたことを伝え互いに自己紹介を済ますと痩せた白い猫が再び現れる。鈴芽が餌を与え「うちの子になる？」と話すと「うん」と人間の言葉で返す。更に「鈴芽、優しい、好き」「お前は、邪魔」と話した瞬間、草太は鈴芽がまだ幼い頃に使っていた三本足の椅子に姿を変えられてしまう。二人は驚き草太は白い猫を追い二階の窓から飛び降りる。続けて鈴芽も追おうとすると彼女が心配で帰宅した環と鉢合わせになるが鈴芽は急いで向かう。彼女は通行人らの注目を浴びながら白い猫と草太が乗船したフェリーに乗船する。草太は猫と対峙するも猫は巡視船に飛び移り逃げられてしまう。
フェリーで一晩を過ごした鈴芽と草太は愛媛に到着したのちに猫を探す。猫は各地で人々の注目を集め、SNS上では「ダイジン」というあだ名を付けられていた。一方、鈴芽と草太は道中ですれ違いざまに原付から落ちたみかんをキャッチしたことで、民宿で働く海部 千果（あまべ ちか）と出会う。千果と会話をしている最中に二人は再びミミズを目撃する。千果の協力も得て二人は後ろ戸がある中学校に辿り着き後ろ戸を締める。その後千果の民宿で一晩を過ごし別れた二人はダイジンを追うため、ヒッチハイクをしようとしたが中々うまく行かず、さらには雨も降り始めたことからバス停に向かう。そこへ立ち寄ったスナックのママ、二ノ宮 ルミ（にのみや るみ）と出会い、彼女の助けを得て神戸へと向かう。ルミの子どもたちの面倒を見ながらスナックの手伝いをしていたが席に座っていたダイジンを目にする。追いかける道中でまたもミミズを目撃し、二人は後ろ戸がある廃れた遊園地に向かい、草太はダイジンを捕らえようとタックルするが遊園地の電源が作動し鈴芽は観覧車で落下しそうになりながらも奮闘するが窓から再び夢で見た光景を目にして触れようとする。その様子を見た草太は急いで彼女の元に向かい呼びかけ、鈴芽は気を取り戻し観覧車の後ろ戸を締める。その後ルミのバーで一夜を過ごし駅でルミと別れる。
二人は東京に到着し草太のアパートへと向かい部屋で様々なミミズに関する文献を読み漁っていた時、草太の友人の芹澤 朋也（せりざわ ともや）と出会うが小さな揺れが襲い、鈴芽は部屋の外に出ると近くで動いていたミミズの姿を目にする。彼女と草太は急いで後ろ戸の元へと向かうがダイジンも現れる。二人はダイジンを追い、後ろ戸は地下にあることを知るがその時再び揺れが襲い、東の要石も抜けてしまったことに気がつく。一人でミミズに飛び乗った草太の後を追うように鈴芽もミミズに飛び乗り、二人は東京上空に上昇する。ミミズは空へと高く登り始め、やがて広がっていき東京の上空を覆ってしまう。そしてダイジンと対峙した二人はダイジンに説得するもダイジンは草太に「かなめいしはおまえだ」と伝える。草太は段々凍りついて行き要石と化してしまう。その様子を見た鈴芽は涙を流すがミミズが地面に向かって落下し始め、要石になった草太を刺すしかないと悟った鈴芽は要石をミミズに突き刺す。ミミズは爆散し鈴芽は空から落下するがダイジンが鈴芽を守る。地下で鈴芽は後ろ戸の向こうの常世でミミズに刺さっていた草太を目撃するがやはり常世には入れなかった。そこにダイジンが鈴芽の元にすり寄るが彼女はダイジンを拒絶する。ダイジンはみるみる痩せていき何処かへと立ち去る。後ろ戸を締め、地上に出た鈴芽は草太の育ての親であり閉じ師の師匠でもある祖父の宗像羊朗の入院している病院へ行き、常世へ入る方法を聞く。草太を助けに行くことを決意し草太の部屋で身支度し出発すると御茶ノ水駅前で芹澤に声をかけられそこに鈴芽を迎えにいくために来た環も鉢合わせする。更にダイジンも乗車し一同は東京を発つ。
一同は道の駅大谷海岸に到着する 。彼女を心配していた環は鈴芽と口喧嘩をする。鈴芽とダイジンは側にいた巨大な黒い猫に気付く。猫は「サダイジン」と名乗りダイジンは応戦するも咥えられる。一同はサダイジンを載せ実家へと向かうがオープンカーが道路を逸脱し、走れなくなってしまう。それに焦った鈴芽は二匹と実家へ走って向かい、環も廃棄されていた自転車を見つけて後を追う。鈴芽達は今は無き実家の跡地に辿り着く。近くを掘り「すずめのだいじ」と書かれた缶を見つけ開き、日記帳を見つける。開くと3月11日からページが黒く塗りつぶされていたが最後のページには夢で見た光景、そしてかつての彼女を常世へと導いた一枚の扉が描かれていた。彼女は扉を探しダイジンに声をかけられ、後を追うと草木に覆われた今は錆びた扉を見つけ、ダイジンはこれまで後ろ戸のある場所に案内していたことに気づいた鈴芽はダイジンに礼を言い、元気を取り戻したダイジン、サダイジンと共に常世へ向かう。
常世へと入った鈴芽とダイジン、サダイジンは再び扉から抜け出そうとするミミズを目にし、サダイジンが巨大化して応戦する。鈴芽はダイジンと共に要石と化した草太の元に駆け寄り抜こうとするも抜けずダイジンも加わり必死に抜こうとすると鍵が光り草太の声を耳にする。鈴芽は完全に凍りつきかけていた草太を救い、そして要石を引き抜いたのだった。鈴芽はようやく草太と再会するがダイジンは力尽き「鈴芽の手で　元に戻して」と話し要石へと姿を変える。草太は祝詞を唱え、鈴芽は人々の声を耳にする。サダイジンの手により空中へと転移した二人はミミズの先頭に要石を突き刺す。ミミズは倒れやがて草木が生い茂った丘へと姿を変える。燃え盛っていた周辺も広い草原と化していった。
その後鈴芽は、常世に迷い込んだ幼い鈴芽を見つける。母を探す彼女に、かつて夢で見た白い服の姿で駆け寄り諭すが、幼い彼女は諦めず泣きながら母を探そうとする。鈴芽は幼い彼女に再び諭す。幼い彼女が「お姉ちゃん、誰？」と問うと鈴芽は「私は、鈴芽の、明日」と答え、三本足の椅子を託す。幼い彼女は扉から出ようとし振り返ると、その丘には一人の女性と男性が見守っていた。全てが終わり二人は常世から帰還し、鈴芽は「行ってきます」と呟き扉を締めた。その後草太と別れ、鈴芽は、草太と辿った道を環らと辿り帰路につく。
戸締まりの旅から数か月後の、ある2月の朝。鈴芽は登校中に草太とかつてすれ違った通学路で彼女に会いに来た彼の姿を見つける。そして鈴芽は「おかえり」と話しかけ、微笑んだのだった。

## 登場人物
岩戸 鈴芽（いわと すずめ）
声 - 原菜乃華（幼少時代：三浦あかり）
本作品の主人公。2006年5月24日生まれ。出身と故郷は岩手県宮古市赤前地区。宮崎県の静かな町で叔母の環と2人で暮らす17歳の女子高校生。4歳の頃に母親を亡くす。母の形見である、脚が一本欠けた椅子を大切にしている。
宗像 草太（むなかた そうた）
声 - 松村北斗（SixTONES）
「閉じ師」として日本各地の扉を閉めるために旅をする青年。2002年2月24日生まれ。ある廃墟に向かう途中で鈴芽と出会うも、後にある出来事により「すずめの椅子」に姿を変えられてしまう。家業である閉じ師とは別に、父に憧れて教師を目指しており、教育学部に在籍している。寝相と寝起きは悪い。
ダイジン
声 - 山根あん
人間の言葉を話す白い子猫の姿をした神獣。扉が存在する場所に現れては鈴芽たちを翻弄する。街の人々から白くもっさりと蓄えたヒゲが昔の大臣のように見えることから「ダイジン」と名付けられており、以降鈴芽達からも呼ばれている。
幼い子どものような無邪気で気まぐれな性格。実は鈴芽が最初にたどり着いた廃墟の後ろ戸を封印していた西の要石であり、何も知らない鈴芽が引き抜いたことによって、猫の形を象った石から元の姿に戻って逃げ去ってしまう。やせこけた姿で鈴芽と再会した際に彼女から親切にされ「うちの子になる？」と声をかけられた嬉しさから鈴芽に懐き、傍らにいた草太を邪魔ものとみなして呪いをかけ「すずめの椅子」に姿を変えてしまった。怒った草太に追いかけられると同時に逃げ出し、後を追う鈴芽たちをその先々で開いていく後ろ戸へと導いていく。
草太の家にあった閉じ師の古文書には、江戸時代に白要石になった者についての記述がある。
岩戸 環（いわと たまき）
声 - 深津絵里
漁協で働く鈴芽の叔母で椿芽の妹。1982年7月12日生まれ。宮崎弁を話す。鈴芽がまだ幼い頃から二人で暮らし、母親を亡くした鈴芽を引取り育て上げるが、非常に過保護な一面があり、鈴芽には反発されている。
岡部 稔（おかべ みのる）
声 - 染谷将太
漁協に勤めている環の同僚。環に片想いしているが、告白はしていない。
二ノ宮 ルミ（にのみや るみ）
声 - 伊藤沙莉
神戸市在住の関西弁を話す双子の母であり、スナック「はぁばぁ」のママ。鈴芽がダイジンを追って愛媛のバス停でヒッチハイクしていたところ、コンパクトミニバンで通りかかった。
海部 千果（あまべ ちか）
声 - 花瀬琴音
鈴芽が愛媛で出会う同い年の活発な少女。伊予弁を話す。千果が愛媛県新居浜市の新居浜ナンバーを取り付けた原付二種のオートバイから落としたみかんを草太と鈴芽がキャッチした縁で仲良くなる。家族経営の民宿「あまべ」で働いている。鈴芽の宿泊や食事を世話した上、別れる際に制服では目立つから、と私服を譲る。鈴芽と草太（椅子の姿）の愛媛で扉を閉じる学校は、千果が昔通っていた中学校であり、土砂災害で廃棄された、という。
岩戸 椿芽（いわと つばめ）
声 - 花澤香菜
鈴芽の母親で環の姉。故人。幼い鈴芽にDIYで椅子を作りプレゼントする。看護師だったが、鈴芽が4歳のときに帰らぬ人となってしまう（明言されないが、東日本大震災によると示されている）。1977年3月10日生まれで、2011年に34歳の誕生日を迎える。
芹澤 朋也（せりざわ ともや）
声 - 神木隆之介
草太の友人。愛車は中古車で大石先輩から安く買えた赤色のアルファロメオ・ジュリア似のコンバーチブル。2002年（リテイク版では2001年）7月6日生まれの芹澤家長男。教師を目指しており、立教大学教育学部に在籍している（なお、立教大学に同学部は存在しない）。口は悪いが、草太を心配するなど友達思いな性格。喫煙者。
宗像 羊朗（むなかた ひつじろう）
声 - 松本白鸚
東京の病院に入院中の草太の祖父であり、「閉じ師」の師匠。2011年の震災時、自分の右腕と引き換えに東の要石（サダイジン）を東京の後ろ戸に刺した人物。
ミキ
声 - 愛美
スナック「はぁばぁ」のアルバイト。彼氏はいない。
絢（あや）
声 - 不明
鈴芽のクラスメイト。黒いボブ。
マミ
声 - 不明
鈴芽のクラスメイト。茶色いロングヘア。
花と空（ハナ、ソラ）
声 - 不明
ルミの子供で双子の姉弟。託児所が休みになり、鈴芽が面倒を見ることになる。車内で飲み物をこぼしそうになった際、すかさず動いた椅子を怪しんでいた。
絹代（きぬよ）
声 - 不明
コンビニのオーナー兼大家。訪ねた鈴芽に草太の部屋の鍵を渡す。
サダイジン
声 - 山根あん
ダイジンと同じく、身長を自由に操ることができる。ダイジンと対象的に巨大な右目の周りが白い黒い猫の姿をした神獣。戦闘時にはさらに巨大化し、体毛が白くなる。その正体は東の二つ目の要石。
その他
声 - 上田燿司、永田亮子、住友七絵、今津心之介、世戸さおり、綾瀬有、八百屋杏、木村悠里、田島章寛、春海ひなの、渡部珠恵、西村知道、青山吉能、浅川暦、吾妻奎太、阿部碧音、阿部有紀子、伊藤彩沙、伊藤亜祐美、稲田壮真、上杉夏穂、上田佳耶、宇津宮千穂、梅田修一朗、越後屋コースケ、及川みなみ、大南友希、岡井カツノリ、小川海斗、小澤ゆづき、小田島洸、小畑穂奈美、風河駿、片桐羽琉、神谷龍翔、亀山歩夢、萱間円佳、川口桜、観世智顕、菊池康弘、城戸智晶、城戸まどか、木南亜莉沙、黒田蓮、合田慎二郎、古賀英里奈、小菅聡大、小林咲花、小林都、酒井美沙乃、坂本悠里、佐々木祐介、篠倉梨玖、清水川鉄平、下浦和華、下向井勇真、首藤志奈、東海林瑠芽、鷲見昂大、住田将太、空見ゆき、高橋伸也、武田太一、竹村麻帆、田中那実、近田球丸、千春、月嶋真弓、辻あゆみ、土井正昭、富田涼介、虎島貴明、長岡龍歩、中田彩琥、中務貴幸、中根久美子、中村源太、中村雪乃、中村雄三、鳴瀬友希、鳴海竜明、新田京助、乃一凌平、野村麻衣子、羽田茉夏、蜂谷隆良、塙真奈美、林寿子、原尻祐介、日向朔公、広瀬さや、深水由美、福原かつみ、藤田彩、富士渕将行、藤原聖侑、古澤大地、細川祥宏、本田裕之、本田祐三、前迫愛朱佳、前田玲奈、松川裕輝、松新唯子、松本大輝、皆川理乃、村井雄治、村岡花瑛、室園理子、谷地克文、柳田あゆみ、山口依那、山口恵、山口智広、山下歩 、山本真綺、横田拓也、吉岡沙知、吉田舞香、與那覇拓樹、楽野莉央、ラブ守永、留冬藍名、渡辺理沙

## 用語
扉
人の営みが途絶えた廃墟に顕現する扉（後ろ戸）。扉自体は廃墟化した建造物の物理的な扉そのものであり、扉状の構造物でさえあれば扉が付随している建築物の種類や建築年代・廃墟化した年代はまちまちである。扉の向こうは常世に通じておりそこから災いがもたらされるとされており、草太が『閉じ師』として日本各地を旅し、扉を閉めようと奮闘する。
すずめの椅子
誕生日に貰い鈴芽が幼い頃に使っていた椿芽の手作りの小さな椅子。脚が一本欠けており、ある出来事により草太がこの椅子の姿に変えられ「動く椅子」と化し、鈴芽と共にダイジンの後を追うこととなる。日本各地を旅したが東京上空でダイジンに要石としての役割を自らに移されたことを知るも凍りつき、その様子を見た鈴芽は涙を流しながらミミズに草太を突き刺す。その後、常世でミミズの動きを抑え込んでいたが常世へ彼を救いに来た鈴芽らの尽力により引き抜かれ、彼女は常世に迷い込んだ幼い頃の自分に椅子を託す。
要石
災いを封じる役割を担う重し。時代によって所在地が変わる。現代では2011年に羊朗が刺した東の要石が東京に。かつて閉じ師の三田井（みたい）氏が刺した西の要石が宮崎にある。鈴芽がうっかり西の要石を抜いてしまい、ダイジンが逃亡しミミズが扉（後ろ戸）から現れるきっかけとなった。
ミミズ
災いをもたらす予兆。扉（後ろ戸）から吹き出す赤黒い巨大な渦巻き雲形状で、一度空へとせり上がり、地中から現れる細い金色の糸が付着し地上へ倒れると災い（地震）が発生する。扉が閉じられると爆散し、雨となって消滅する。ミミズは宮崎の扉に現れ、その後も全国各地に次々と現れる。鈴芽と閉じ師にしか見えないが、カラスの目にミミズが映る描写がある。愛媛、兵庫・神戸市の上空に現れるが鈴芽らの尽力により災いは防がれ、東京都の上空では地面に落下しようとした直前で要石と化した草太を鈴芽が刺し防がれる。その後は常世で草太に動きを抑え込まれていたが再び扉から脱出しようとしサダイジンと応戦するが、再び姿を変えた要石を突き刺され爆散し倒れ、草木が生い茂る丘へと姿を変えた。
常世
死者の赴く場所。後ろ戸の中に広がっており、現世に生きる人には通常見えない。見えても常世に入れる後ろ戸は生涯に１つしかない。鈴芽は4歳の頃後ろ戸に迷い込んだことがあり、彼女には見えるが、入ろうとしても入れなかった。常世に見える景色は人によって変わる。なお、彼女の場合はすべての時間が混ざりあった空と広い草原を目にした。
すずめのだいじ
鈴芽の実家の跡地近くに埋められていた空き缶。缶の蓋に拙い字で「すずめのだいじ」と書かれている。中には日記帳やおもちゃなどが入っていた。日記帳の3月11日以降のページはクレヨンで黒く塗りつぶされていた。また宮崎にある鈴芽の部屋にも赤い円柱状の缶がある。側面に「すずめのだいじ」と書かれた紙が貼られている。草太が椅子に座る時、脚の代わりに使っていた。

## 作品の舞台・モデル
公開後、モデルとなった場所にファンが訪れる、いわゆる「聖地巡礼」が話題となり、各地でそれに合わせた取り組みが行われている。また、今作の公開前から製作委員会が公式サイトやTwitterで「映画『すずめの戸締まり』ご鑑賞後、本編中に登場する、または関連のある場所への訪問をされる皆様におかれましては、近隣住人の方々へのご配慮、及び節度のある行動、マナーに十分心掛けながらお過ごし頂きます様、お願い申し上げます。」と注意喚起をしている。

### 宮崎県
宮崎県が冒頭の舞台になった理由について、新海誠監督は『宮崎日日新聞』の取材に「宮崎が日本神話の始まりの場所であるから」と答えている。また、主人公、鈴芽の名前についても「（日向神話の）アメノウズメノミコトの『ウズメ』から取った」と話している。
日南市
主人公の鈴芽が叔母の環と一緒に暮らす地元。小説に「宮崎県南部」と記載されており、具体的な市町村までは明かされていないが、スマホの地図アプリに表示されている位置などから日南市が舞台と思われる。
油津港
鈴芽が扉を探している草太と出会った通学路に映る港は、日南市の油津港がモデルになったといわれている。

### 大分県
豊後森機関庫
鈴芽が最初の戸締まりをした場所で、キービジュアルやポスターの背景にも登場する。九州で現存する唯一の扇型機関庫で、転車台とともに国の登録有形文化財と近代化産業遺産に登録されている。

九四オレンジフェリー
鈴芽たちが乗ったフェリー（「四国みかんフェリー」）は九四オレンジフェリーがモデルであり、フェリーが出航する港は、作中では佐賀関港がモデルとなっているが、実際は臼杵港から出航している。

### 愛媛県

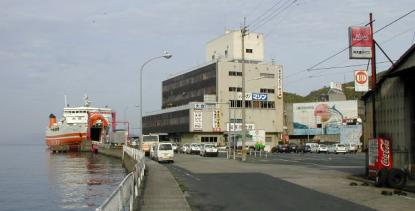
八幡浜港と旧ターミナル

愛媛が映画の舞台のモデルの一つになった理由について、新海監督は「去年ロケハンに来て、色々愛媛を歩いて回って。ちょうどこの場所を鈴芽が経由していくと、映画前半の楽しいムードをより強くできるかなと思って、愛媛を通過することにしたんです」と語っている。
八幡浜港
鈴芽と草太が乗ったフェリーは「九四オレンジフェリー」がモデルで、「みかん四国」の船名到着シーンに八幡浜港の風景が描かれているが、作中で描写されている港は旧ターミナルで、現在は老朽化によって取り壊されている。
八幡浜駅
ダイジンを追いかけるため、鈴芽たちが列車に乗り込んだ駅。

### 岡山県
鷲羽山ハイランド
鈴芽が神戸の遊園地に後ろ戸を閉じに走っていた道が、鷲羽山ハイランドに向かう道であるが、遊園地のモデルは架空のものである。また、鷲羽山ハイランドが廃墟扱いされていることに、担当者は困惑しているという。

### 兵庫県

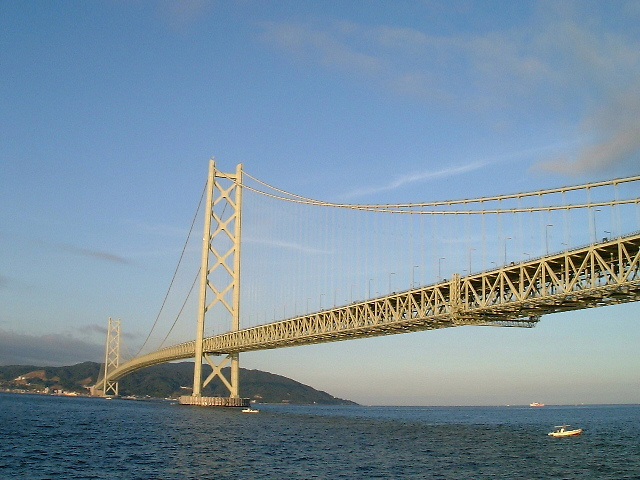
明石海峡大橋

監督の新海は、「かつて大きな災害に遭ったが、それを乗り越え、ごく普通の生活を送っている人たちと鈴芽を出会わせたかった。必ずしも日々が順調でも平穏でもなくても、大変さを感じさせない。旅ですれ違った温かな思い出として、鈴芽の心に残る場所になるように、と考えた」と作中に神戸の町が登場する理由を語っている。
東山商店街・二宮商店街
ルミさんが働くスナック「はぁばぁ」がある九宮筋商店街の入口と商店街の中の風景。
神戸おとぎの国
兵庫県神戸市の道の駅神戸フルーツ・フラワーパーク大沢内にある。鈴芽たちがたどり着いた、廃墟化した遊園地・「神戸ゆめの国」のモデルとなった。

### 岩手県

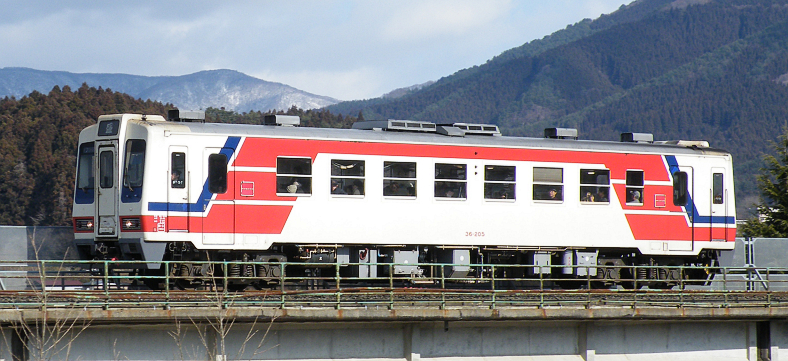
作中に登場する三陸鉄道36-100形気動車

織笠駅
鈴芽と草太が最後に抱き合って別れた駅。

## スタッフ
| 原作・脚本・監督・絵コンテ・イメージボード・色彩監督・編集 | 新海誠 |
| キャラクターデザイン                                       | 田中将賀 |
| 製作                                                       | 川口典孝 |
| 企画・プロデュース                                         | 川村元気 |
| エグゼクティブプロデューサー                               | 古澤佳寛 |
| 制作統括                                                   | 徳永智広 |
| プロデューサー                                             | 岡村和佳菜、伊藤絹恵、伊藤耕一郎 |
| 作画監督                                                   | 土屋堅一 |
| 美術監督                                                   | 丹治匠 |
| 演出                                                       | 徳野悠我、居村健治、原田奈奈、下田正美、湯川敦之、井上鋭、長原圭太                                                                                                  |
| CGキャラクター演出                                         | 瀬下寛之 |
| CG監督                                                     | 竹内良貴 |
| 音楽                                                       | RADWIMPS、陣内一真 |
| 音楽プロデューサー                                         | 成川沙世子 |
| 音響監督                                                   | 山田陽 |
| 音響効果                                                   | 伊藤瑞樹 |
| 撮影監督                                                   | 津田涼介 |
| 色彩設計                                                   | 山本智子 |
| 助監督・特殊効果                                           | 三木陽子 |
| アシスタントプロデューサー                                 | 加瀬未来、今福太郎 |
| 制作                                                       | コミックス・ウェーブ・フィルム |
| 制作プロデュース                                           | STORY inc. |
| 製作                                                       | 「すずめの戸締まり」製作委員会 （コミックス・ウェーブ・フィルム、東宝、STORY inc.、voque ting、KADOKAWA、ジェイアール東日本企画、ローソングループ、アニプレックス） |
| 配給                                                       | 東宝 |

## 製作
監督の新海誠は「（2011年から）10年間は、ずっと3.11のことを考えながら映画を作っていた」と振り返り、本作でも東日本大震災をテーマに選んだ。そして前2作の『君の名は。』『天気の子』では震災を彗星や天候がもたらす災害というように形を変えて描いていたが、本作では震災で親を失い、故郷を離れた女子高校生を主人公とすることで直接描いている。新海は完成報告記者会見で、「観客の多くは10歳代で、共通体験としての震災が薄くなっている。でも今なら同じ気持ちを共有できるかもしれない」とその思いを語った。
新海は舞台挨拶などで全国を回った経験から、地方では過疎化が進み、かつての賑わいが失われた場所が増えたことを実感し、「新しい建造物を建てるときには地鎮祭のような儀式があるが、町でも土地でも"終わる"ときには葬式のような儀式は存在しない。それならば人々の思いや記憶が眠る廃墟を悼み、鎮める物語を作ろう」と考えて本作を制作した。そして「場所を悼む」という物語の原型を膨らませた結果、ストーリーの構造上、必然的にロードムービーといった形式になった。
新海は本作に影響を与えた作品として、村上春樹の『かえるくん、東京を救う』や、宮崎駿監督の『魔女の宅急便』を挙げている。

### 経緯
- 2020年（令和2年）
  - 1月 - 企画開発開始（3月まで）[42]
  - 4月 - 脚本開発開始（8月まで）[42]
  - 9月 - 絵コンテ開発開始（翌年12月まで）[42]
- 2021年（令和3年）
  - 4月 - 作画作業開始[42]
  - 12月15日 - 製作発表会見にてタイトル、ティーザービジュアル、主要スタッフ（キャラクターデザイン、作画監督、美術監督など）、公開時期（2022年秋）が発表された。[42]
- 2022年（令和4年）
  - 4月9日 - 朝日新聞朝刊の全面広告にて、ポスターが発表され、公開日（2022年11月11日）と主人公・鈴芽の姿が明らかになった。
  - 4月10日 - 20時から特報映像が公開。新海は同日にTwitterにて「歌い手の方も、作曲家の方も、いずれ明らかになりますので楽しみにしていてください」とツイート[43]。
  - 6月10日 - KADOKAWA「カドブン夏フェア2022」の無料配信の小冊子にて、新海による『小説 すずめの戸締まり』の一部を先行配信[44]。
  - 7月5日 - 岩戸鈴芽役のキャストが発表[11]。
  - 7月15日 - 予告編公開。
  - 8月24日 - KADOKAWAより『小説 すずめの戸締まり』発売[45]。
  - 9月6日 - 宗像草太役のキャストが発表[13]。
  - 9月20日 - RADWIMPS、陣内一真が本作の作曲を手掛けることが発表、また、十明が本作の主題歌を担当することが発表された[46]。
  - 9月30日 - RADWIMPS 『すずめ feat.十明』 を主要音楽配信サイト・各種サブスクリプションサービスにて配信開始[47]。
  - 10月上旬‐ダビング(映像と音楽を合わせる作業)開始[48]。
  - 10月21日 - 完成[48]。
  - 10月25日 - 完成報告会見[49]。
  - 10月28日 - RADWIMPS『カナタハルカ』を主要音楽配信サイト・各種サブスクリプションサービスにて配信開始[50]。
  - 10月28日 - 同日放送の『金曜ロードショー』（日本テレビ系列）において、本編冒頭の映像12分間が公開された[51]。この冒頭映像は翌29日18時から一部の定額制動画配信サービス[注釈 6]でも公開された[52]。
  - 11月7日 - 各地のIMAXスクリーンにて先行上映を開催。
  - 11月11日 - 映画公開。また同日にRADWIMPS&陣内一真よりサウンド・トラック『すずめの戸締まり』を発売する。CDでの発売と、主要音楽配信サイト・各種サブスクリプションサービスにて配信される[53]。
- 2023年（令和5年）
  - 3月8日 - RADWIMPS&陣内一真より『すずめの戸締まり』のサウンド・トラックのアナログ盤を発売[54]。
  - 5月27日 - 日本国内での劇場公開を終了[55]。
  - 5月28日 - 宮城県気仙沼市の気仙沼市民会館にて、「気仙沼プレミアム上映会」を開催[56]。
  - 9月20日 - 本作のBlu-ray＆DVDを発売[57]。また、Blu-ray＆DVDの発売されること、本作が主に2023年9月25日から9月29日までの計5日間の出来事であることを記念して9月20日から10月5日まで、全国100館で『おかえり上映』が開催された[58]。おかえり上映では、来場者特典として数量限定でオリジナルクリアファイルが配布された。また、新海誠監督の舞台挨拶も行われ、初日となった9月20日の東京・TOHOシネマズ日比谷では、新海誠監督と岩戸椿芽役の花澤香菜による舞台挨拶が実施された[59][60]。
- 2024年（令和6年）4月5日 - 定額制動画配信サービスのNetflixにて見放題独占配信[注釈 7]を開始[61][62]。

## 音楽
『君の名は。』、『天気の子』に引き続きRADWIMPSが音楽を担当しているが、本作は加えて作曲家の陣内一真も参加した。レコーディングの一部は、新海誠監督作品初となる海外で実施。
2022年11月11日に、本作で使用されている25曲の劇伴と2曲の主題歌「すずめ feat.十明」「カナタハルカ」を収録し、映画制作の過程で生まれた野田洋次郎が歌う本編未収録の新曲「Tamaki」「すずめの涙」も収録しているRADWIMPS&陣内一真のアルバム『すずめの戸締まり』が発売された。

### 挿入歌
- 神戸のルミのスナック
  - 「2億4千万の瞳-エキゾチック・ジャパン-」（郷ひろみ）（小説版）
  - 「俺ら東京さ行ぐだ」（吉幾三）（小説版）
  - 「男と女のラブゲーム」（日野美歌、葵司郎）
  - 「ギザギザハートの子守唄」（チェッカーズ）
- 新神戸駅の発車メロディー
  - 「銀河鉄道999」（ゴダイゴ、タケカワユキヒデ）
- 芹澤 朋也の車内BGM
  - 「ルージュの伝言」（荒井由実）
  - 「SWEET MEMORIES」（松田聖子）[64]
  - 「夢の中へ」（井上陽水）
  - 「卒業」（斉藤由貴）
  - 「バレンタイン・キッス」（国生さゆり with おニャン子クラブ）
  - 「けんかをやめて」（河合奈保子）[64][65]

## 公開

### 興行成績
日本では、2022年（令和4年）11月11日に全国公開され、公開3日間（11日～13日）の興行成績（11月7日実施のIMAX先行上映分含む）が発表され、観客動員数133万1081人、興行収入18億8421万5620円を記録。新海誠監督作品史上最高となる。
公開初週は全国のシネマコンプレックスが本作の上映回数に影響され、他作品の上映回数が減少するケースが相次いだ。これに対し、ジャーナリストの宇野維正は、「8月以降、新作では最終興収30億円の大台にギリギリ届きそうな『沈黙のパレード』をほとんど唯一の例外として、『ONE PIECE FILM RED』におんぶに抱っこ状態だった国内の映画興行。『すずめの戸締まり』は待ちに待った「大ヒットが約束された作品」なのだ。「観客を取りこぼすようなことがあっては、経営が傾いてしまうシネコン運営会社だって少なくないはずだ。」と理解を示している。
2022年12月26日に7週目の興行成績が発表され、公開45日間で興行収入100億円を達成した。これで『君の名は。』、『天気の子』に続いて、3作品連続で興収100億円を突破した。
2023年2月6日に、公開87日で観客動員数が1000万人を突破したと発表された。新海誠監督の観客動員数が1000万人を突破するのは『君の名は。』、『天気の子』に続き、3作連続の記録となる。
2023年3月27日に、20週目の週末（3月24日・25日・26日）の累計興行収入143.1億円で、前作「天気の子」（142.3億円）を超え、「歴代興収ベストランキング」で14位となった。
2023年5月27日をもって終映した。
最終興行収入は147億9478万2390円、観客動員人数は1115万2970人となった。歴代興行収入ランキングでは、最終的に14位にライクインしている。
2023年7月27日に、興行収入は東宝の会見で148.6億円に上方修正された。
なお、2023年より週末興行成績ランキングの集計日が金土日の3日間に変更された。
|                                        | 動員数 （万人） | 動員数 （万人） | 動員数 （万人） | 興行収入 （億円） | 興行収入 （億円） | 備考                                       |
| 週末                                   | 週末            | 累計            | 週末            | 累計              |                   | 備考                                       |
| -------------------------------------- | --------------- | --------------- | --------------- | ----------------- | ----------------- | ------------------------------------------ |
| 1週目の週末 （2022年11月12日・13日）   | 1位             | 98.3            | 133.1           | 13.9              | 18.8              | [ 74 ] [ 75 ]                              |
| 2週目の週末 （11月19日・20日）         | 1位             | 82.9            | 299.6           | 11.5              | 41.5              | [ 76 ] [ 77 ]                              |
| 3週目の週末 （11月26日・27日）         | 1位             | 61.2            | 460.4           | 8.4               | 62.7              | [ 78 ] [ 79 ]                              |
| 4週目の週末 （12月3日・4日）           | 2位             | 55.5            | 561.5           | 7.5               | 76.0              | 週末動員数1位は『THE FIRST SLAM DUNK』。   |
| 5週目の週末 （12月10日・11日）         | 2位             | 43.2            | 636.7           | 5.7               | 85.9              | [ 82 ] [ 83 ]                              |
| 6週目の週末 （12月17日・18日）         | 2位             | 31.6            | 693.9           | 4.1               | 93.4              | [ 84 ] [ 85 ]                              |
| 7週目の週末 （12月24日・25日）         | 2位             | 29.9            | 745.2           | 4.0               | 100.1             | 公開45日で興収100億円を突破。              |
| 8週目の週末 （12月31日・2023年1月1日） | 2位             | 19.9            |                 | 2.5               | 109.9             | 1月3日まで累計興収113.5億円、動員851万人。 |
| 9週目の週末 （1月6日・7日・8日）       | 2位             | 28.1            | 913.0           | 3.8               | 121.3             | 累計動員・興収は1月9日（祝日）までのもの。 |
| 10週目の週末 （1月13日・14日・15日）   | 2位             | 19.3            | 939.8           | 2.6               | 124.9             | [ 91 ] [ 92 ]                              |
| 11週目の週末 （1月20日・21日・22日）   | 2位             | 16.3            | 963.8           | 2.2               | 128.0             | [ 93 ] [ 94 ]                              |
| 12週目の週末 （1月27日・28日・29日）   | 4位             | 20.0            | 990.1           | 2.7               | 131.6             | [ 95 ] [ 96 ]                              |
| 13週目の週末 （2月3日・4日・5日）      | 5位             |                 | 1009.5          | 1.4               | 134.2             | 公開87日で観客動員数1000万人突破。         |
| 14週目の週末 （2月10日・11日・12日）   | 4位             |                 | 1023.1          | 1.2               | 136.0             | [ 99 ] [ 100 ]                             |
| 15週目の週末 （2月17日・18日・19日）   | 9位             |                 | 1034.6          | 0.9               | 137.5             | [ 101 ] [ 102 ]                            |
| 16週目の週末 （2月24日・25日・26日）   | 7位             |                 | 1048.5          | 1.0               | 139.3             | [ 103 ] [ 104 ]                            |
| 17週目の週末 （3月3日・4日・5日）      | 8位             |                 | 1057.3          | 0.6               | 140.4             | [ 105 ] [ 106 ]                            |
| 18週目の週末 （3月10日・11日・12日）   | 7位             |                 | 1064.8          | 0.6               | 141.4             | [ 107 ] [ 108 ]                            |
| 19週目の週末 （3月17日・18日・19日）   | 圏外            |                 | 1071.5          | 0.4               | 142.2             | [ 109 ]                                    |
| 20週目の週末 （3月24日・25日・26日）   | 圏外            |                 | 1078.7          | 0.5               | 143.1             | 前作「天気の子」を超え、歴代14位へ浮上。   |
| 21週目の週末 （3月31日・4月1日・2日）  | 圏外            |                 | 1085.4          |                   | 143.9             | [ 110 ]                                    |
| 22週目の週末 （4月7日・8日・9日）      | 圏外            |                 | 1089.8          |                   | 144.5             | [ 111 ]                                    |
| 23週目の週末 （4月14日・15日・16日）   | 圏外            |                 | 1092.2          |                   | 144.8             | [ 112 ]                                    |
| 24週目の週末 （4月21日・22日・23日）   | 圏外            |                 | 1094.6          |                   | 145.1             | [ 113 ] [ 114 ]                            |
| 25週目の週末 （4月28日・29日・30日）   | 圏外            |                 | 1096.9          |                   | 145.4             | [ 115 ]                                    |
| 26週目の週末 （5月5日・6日・7日）      | 圏外            |                 | 1102.4          | 0.3               | 146.1             | [ 116 ]                                    |
| 27週目の週末 （5月12日・13日・14日）   | 圏外            |                 | 1105.7          |                   | 146.6             |                                            |
| 28週目の週末 （5月19日・20日・21日）   | 圏外            |                 | 1109.3          |                   | 147.1             |                                            |
| 29週目の週末 （5月26日・27日）         | 8位             |                 | 1115.*          |                   | 147.9             | 歴代興収14位となる。                       |
| 最終                                   |                 |                 |                 |                   | 148.6             | [ 6 ]                                      |

### 海外
海外での公開が決定しており、『君の名は。』、『天気の子』の公開規模を上回る199の国と地域で公開される。クランチロールは、ソニー・ピクチャーズ・リリーシング（ソニー・ピクチャーズ・リリーシング・インターナショナル名義）およびワイルド・バンチ・インターナショナルと提携しアジアを除く世界配給権を獲得し、2023年4月12〜14日の間に、北米、ヨーロッパ、ブラジル、オーストラリアなどで一斉公開される。配給については、クランチロールは北米配給を担当し、北米以外の地域では、クランチロールの親会社、ソニー・ピクチャーズが担当、ヨーロッパ地域では、ワイルド・バンチ・インターナショナル、ユーロズームが担当する。
ただしアジア地域については、今回のクランチロールを中心とした配給とは別の枠組となる。
海外公開がスタートし、公開された国・地域すべてで公開日デイリーランキング1位を達成し、海外の観客動員数が200万人を突破した。
| 国・地域         | 公開日        | 配給                                                      | 題名                      | 出典            |
| ---------------- | ------------- | --------------------------------------------------------- | ------------------------- | --------------- |
| 台湾             | 2023年3月2日  | 車庫娛樂（Garage Play）                                   | 鈴芽之旅                  | [ 120 ] [ 121 ] |
| 香港             | 2023年3月2日  | 洲立影片發行                                              | 鈴芽之旅                  | [ 122 ] [ 123 ] |
| マカオ           | 2023年3月2日  | 洲立影片發行                                              | 鈴芽之旅                  | [ 122 ] [ 123 ] |
| 韓国             | 2023年3月8日  | 쇼박스                                                    | 스즈메의 문단속           | [ 124 ] [ 125 ] |
| インドネシア     | 2023年3月8日  | アンコール・フィルムズ                                    | Suzume                    | [ 動画 1 ]      |
| フィリピン       | 2023年3月8日  | アンコール・フィルムズ/ワーナー・ブラザース・ピクチャーズ | Suzume                    | [ 126 ]         |
| マレーシア       | 2023年3月9日  | アンコール・フィルムズ/ソニー・ピクチャーズ・リリーシング | Suzume                    | [ 127 ]         |
| シンガポール     | 2023年3月9日  | アンコール・フィルムズ                                    | Suzume                    | [ 128 ]         |
| ベトナム         | 2023年3月10日 | アンコール・フィルムズ                                    | Khóa Chăt Cửa Nào Suzume  | [ 129 ]         |
| ブルネイ         | 2023年3月16日 |                                                           |                           |                 |
| 中国             | 2023年3月24日 | 路画影視伝媒 (Road Pictures)                              | 铃芽之旅                  | [ 130 ]         |
| フランス         | 2023年4月12日 | ワイルド・バンチ・インターナショナル/ユーロズーム         |                           | [ 131 ]         |
| マルタ           | 2023年4月12日 | ワイルド・バンチ・インターナショナル/ユーロズーム         |                           |                 |
| スイス           | 2023年4月12日 |                                                           |                           |                 |
| オーストラリア   | 2023年4月13日 | ソニー・ピクチャーズ・リリーシング                        |                           |                 |
| ニュージーランド | 2023年4月13日 | ソニー・ピクチャーズ・リリーシング                        |                           |                 |
| ブラジル         | 2023年4月13日 | ソニー・ピクチャーズ・リリーシング                        |                           |                 |
| メキシコ         | 2023年4月13日 | ソニー・ピクチャーズ・リリーシング                        |                           |                 |
| アルゼンチン     | 2023年4月13日 | ソニー・ピクチャーズ・リリーシング                        |                           |                 |
| オランダ         | 2023年4月13日 | ソニー・ピクチャーズ・リリーシング                        |                           |                 |
| スロバキア       | 2023年4月13日 | ソニー・ピクチャーズ・リリーシング                        |                           |                 |
| デンマーク       | 2023年4月13日 | ソニー・ピクチャーズ・リリーシング                        |                           |                 |
| ギリシャ         | 2023年4月13日 | ソニー・ピクチャーズ・リリーシング                        |                           |                 |
| アイルランド     | 2023年4月13日 | ソニー・ピクチャーズ・リリーシング                        |                           |                 |
| チェコ           | 2023年4月13日 |                                                           |                           |                 |
| ボリビア         | 2023年4月13日 |                                                           |                           |                 |
| エクアドル       | 2023年4月13日 |                                                           |                           |                 |
| ハンガリー       | 2023年4月13日 |                                                           |                           |                 |
| イスラエル       | 2023年4月13日 |                                                           |                           |                 |
| ウルグアイ       | 2023年4月13日 |                                                           |                           |                 |
| ベネズエラ       | 2023年4月13日 |                                                           |                           |                 |
| ペルー           | 2023年4月13日 | Andes Films                                               |                           |                 |
| チリ             | 2023年4月13日 | Andes Films                                               |                           |                 |
| ドイツ           | 2023年4月13日 | ワイルド・バンチ・インターナショナル/ユーロズーム         |                           | [ 132 ]         |
| タイ             | 2023年4月13日 | アンコール・フィルムズ/ワーナー・ブラザース・ピクチャーズ | Suzume การผนึกประตูของซุซุเมะ |                 |
| アメリカ合衆国   | 2023年4月14日 | クランチロール                                            | Suzume                    | [ 動画 2 ]      |
| カナダ           | 2023年4月14日 | クランチロール                                            | Suzume                    | [ 動画 2 ]      |
| イギリス         | 2023年4月14日 | ワイルド・バンチ・インターナショナル/ユーロズーム         |                           | [ 133 ]         |
| オーストリア     | 2023年4月14日 | ワイルド・バンチ・インターナショナル/ユーロズーム         |                           |                 |
| ベルギー         | 2023年4月14日 | ワイルド・バンチ・インターナショナル/ユーロズーム         |                           |                 |
| アイルランド     | 2023年4月14日 | ワイルド・バンチ・インターナショナル/ユーロズーム         |                           |                 |
| ルクセンブルク   | 2023年4月14日 | ワイルド・バンチ・インターナショナル/ユーロズーム         |                           |                 |
| ジブラルタル     | 2023年4月14日 | ワイルド・バンチ・インターナショナル/ユーロズーム         |                           |                 |
| リトアニア       | 2023年4月14日 | ソニー・ピクチャーズ・リリーシング                        |                           |                 |
| エストニア       | 2023年4月14日 | ソニー・ピクチャーズ・リリーシング                        |                           |                 |
| ケニア           | 2023年4月14日 | ソニー・ピクチャーズ・リリーシング                        |                           |                 |
| ポルトガル       | 2023年4月14日 | Big Picture Films                                         |                           |                 |
| 南アフリカ共和国 | 2023年4月14日 |                                                           |                           |                 |
| スペイン         | 2023年4月14日 |                                                           |                           |                 |
| スウェーデン     | 2023年4月14日 |                                                           |                           |                 |
| ノルウェー       | 2023年4月14日 |                                                           |                           |                 |
| ルクセンブルク   |               |                                                           |                           |                 |
| ラトビア         |               |                                                           |                           |                 |
| コロンビア       | 2023年4月20日 | ユナイテッド・インターナショナル・ピクチャーズ            |                           |                 |
| ポルトガル       | 2023年4月20日 | ソニー・ピクチャーズ・リリーシング                        |                           |                 |
| インド           | 2023年4月21日 | PVR Pictures                                              | Suzume सुजूमे                | [ 134 ]         |
| ポーランド       | 2023年4月21日 | ユナイテッド・インターナショナル・ピクチャーズ            |                           |                 |
| ブルガリア       | 2023年4月21日 |                                                           |                           |                 |
| フィンランド     | 2023年4月21日 | ソニー・ピクチャーズ・リリーシング                        |                           |                 |
| ルーマニア       | 2023年4月21日 |                                                           |                           |                 |
| アラブ首長国連邦 | 2023年4月27日 |                                                           |                           |                 |
| イタリア         | 2023年4月27日 |                                                           |                           |                 |
| カタール         | 2023年4月27日 |                                                           |                           |                 |
| クウェート       | 2023年4月27日 |                                                           |                           |                 |
| サウジアラビア   | 2023年4月27日 |                                                           |                           |                 |
| アイスランド     | 2023年4月30日 |                                                           |                           |                 |

#### アジア
韓国
2023年3月8日に公開された。新海誠監督と同作品のヒロイン・すずめの声優を務めた原菜乃華が3月7日から9日の日程で来韓。
公開初日に約14万3500人の観客動員を記録し、興行ランキング1位を記録。
公開6日で、観客動員数100万人を達成した。今年韓国で公開された映画の中で最速の動員数となる。
観客動員数が300万人を突破したことを受けて、新海誠監督が4月27日から4日間の日程で来韓。
 中国
新海監督は3月16日から20日まで、北京と上海で行われた様々なマーケティング活動に参加し、COVID-19出現後、外国人映画監督が中国大陸に赴き、映画のプロモーションに参加した初めてのケースとなった。
3月24日に公開され、公開前の前売り券が1億元（約19億円）を超えた。公開3日間で、動員数が1000万人以上、興行収入3.4億元（約65億円）を突破した。
4月4日に、興行収入6.11億元（約117億円）を記録し、これまで日本映画の1位だった『君の名は。』（5.74億元）を超えた。
4月17日に、興行収入7.52億元（約146億円）となり、日本での興行収入を超えた。
7月23日に、中国本土での上映を終了し、最終的に8.07億人民元の興行収入を上げ、『すずめの戸締まり』にとって最も興行収入の多い地域となった。

### Dolby Cinema（ドルビーシネマ)での上映
全国6館で12月24日からのDolby Cinemaでの上映が決定した。
| 上映開始日 | 劇場                       |
| ---------- | -------------------------- |
| 12月24日   | 新宿バルト9                |
| 12月24日   | T・ジョイ横浜              |
| 12月24日   | MOVIXさいたま              |
| 12月24日   | ミッドランドスクエアシネマ |
| 12月24日   | MOVIX京都                  |
| 12月24日   | T・ジョイ博多              |

### 地震および緊急地震速報の描写

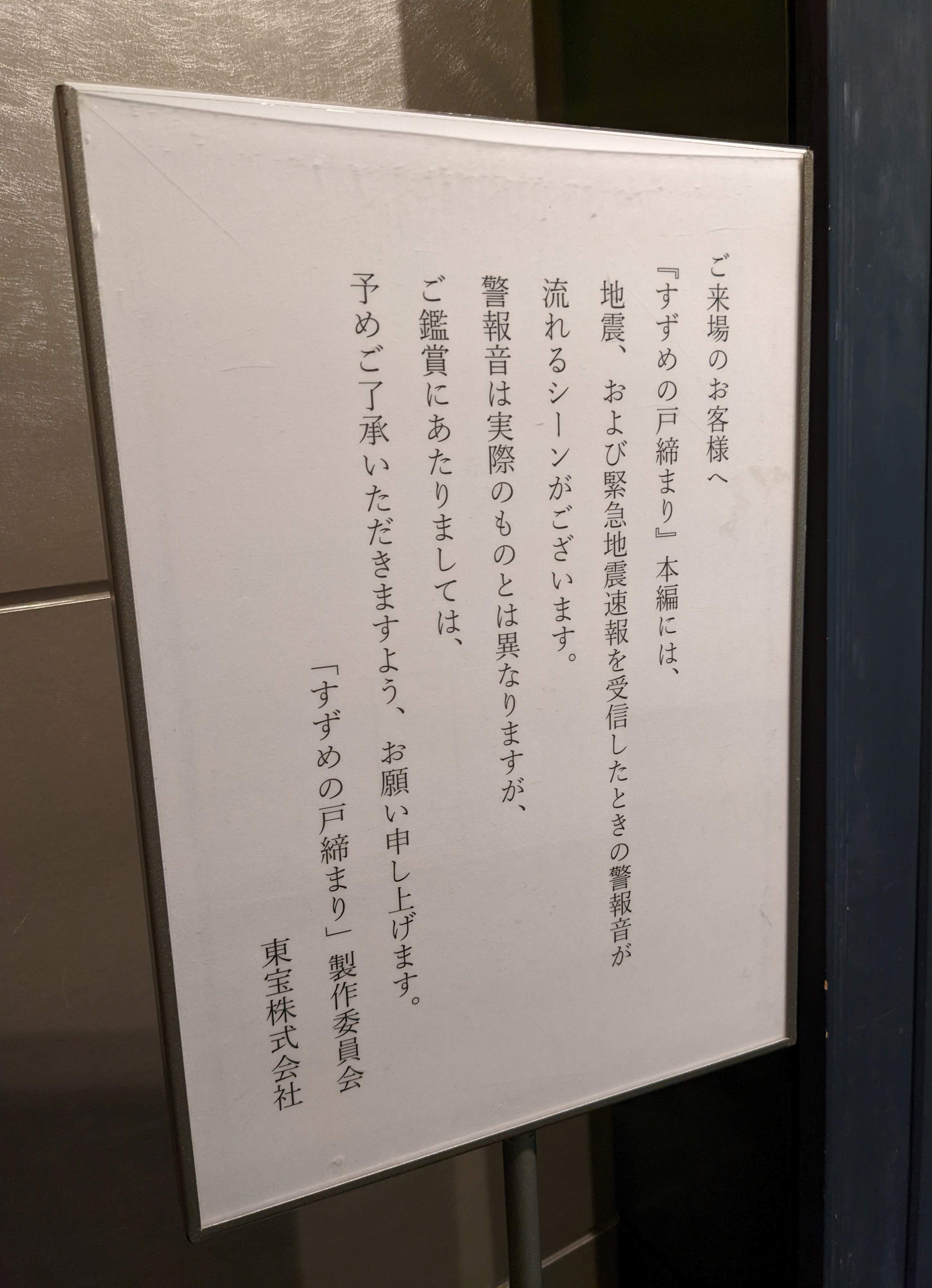
映画館における注意喚起の掲示

本作では地震の描写があり、緊急地震速報を受信した際の音声が流れるシーンがあることから、公式サイト、公式Twitterおよび劇場において注意喚起がなされている。ただし、台湾限定で公開された中華民国国語（標準中国語）版で使用されている緊急地震速報の音声は、台湾で実際に使われている音声と同じものを使用している。

## テレビ放映
| 回数 | 放送局      | 放送枠           | 放送形態       | 放送日       | 放送時間      | 放送分数 | 平均世帯 視聴率 | 備考 |
| ---- | ----------- | ---------------- | -------------- | ------------ | ------------- | -------- | --------------- | --- |
| 1    | WOWOWシネマ | （なし）         | 本編ノーカット | 2024年1月1日 | 21:00 - 23:02 | 122分    |                 | テレビ初放送 放送直前の午後4時10分に令和6年能登半島地震が発生し、新海は「本日放送されることで気分を害される方、心が傷つけられてしまう方もいらっしゃることと想像します」というコメントを発表した。 |
| 2    | 日本テレビ  | 金曜ロードショー | 本編ノーカット | 2024年4月5日 | 21:00 - 23:24 | 144分    | 12.7%           | 地上波初放送。 |

## 評価
映画批評サイトRotten Tomatoesでは、『すずめの戸締まり』は、120件のレビュー中96%が肯定的で、平均値は7.8/10を記録している。サイト側による批評家の見解の要約は「『すずめの戸締まり』は新海誠監督が以前の作品で設定した基準をわずかに下回っているものの、これほど視覚的にスリリングで感情的にインパクトがある結果の場合、多くの欠点を見つけるのは困難である」となっている。
一般的な評価としては、「震災時の悲劇を思い出してしまう」などの理由から、震災を経験した者からの評価は低い傾向にある。

### 受賞・ノミネート
| 賞                                                                                                | 部門                                   | 対象               | 結果       | 出典                    |
| ------------------------------------------------------------------------------------------------- | -------------------------------------- | ------------------ | ---------- | ----------------------- |
| 第47回報知映画賞                                                                                  | アニメ作品賞                           | すずめの戸締まり   | ノミネート | [ 156 ]                 |
| 第77回毎日映画コンクール                                                                          | アニメーション映画賞、大藤信郎賞       | すずめの戸締まり   | ノミネート | [ 157 ]                 |
| 第46回日本アカデミー賞                                                                            | 優秀アニメーション作品賞               | すずめの戸締まり   | 受賞       | [ 158 ] [ 159 ] [ 160 ] |
| 第46回日本アカデミー賞                                                                            | 最優秀音楽賞                           | RADWIMPS／陣内一真 | 受賞       | [ 158 ] [ 159 ] [ 160 ] |
| 第46回日本アカデミー賞                                                                            | 話題賞 俳優部門                        | 松村北斗           | 受賞       | [ 158 ] [ 159 ] [ 160 ] |
| VFX-JAPANアワード2023                                                                             | 劇場公開アニメーション映画部門最優秀賞 | すずめの戸締まり   | 受賞       | [ 161 ]                 |
| 第73回ベルリン国際映画祭                                                                          | コンペティション部門                   | すずめの戸締まり   | ノミネート | [ 162 ]                 |
| ブリュッセル国際ファンタスティック映画祭                                                          | シルバー・レイブン賞                   | すずめの戸締まり   | 受賞       | [ 163 ]                 |
| ワールド・サウンドトラック・アワード                                                              | Discovery of the Year                  | RADWIMPS／陣内一真 | ノミネート | [ 164 ] [ 165 ]         |
| ニュータイプアニメアワード2022-2023                                                               | 作品賞 劇場上映作品部門                | すずめの戸締まり   | 第2位      | [ 166 ]                 |
| 第16回アジア太平洋映画賞                                                                          | アニメーション映画賞                   | すずめの戸締まり   | ノミネート | [ 167 ]                 |
| 第41回ゴールデングロス賞                                                                          | 日本映画部門 優秀・銀賞                | すずめの戸締まり   | 受賞       | [ 168 ]                 |
| セレブレーション・オブ・シネマ&テレビジョン: オナリング・ブラック・ラティーノ・AAPIアチーブメント | 国際アニメ映画賞                       | すずめの戸締まり   | 受賞       | [ 169 ]                 |
| インディアナ映画ジャーナリスト協会賞                                                              | アニメ映画賞                           | すずめの戸締まり   | ノミネート | [ 170 ]                 |
| インディアナ映画ジャーナリスト協会賞                                                              | 外国語映画賞                           | すずめの戸締まり   | ノミネート | [ 170 ]                 |
| 第28回フロリダ映画批評家協会賞                                                                    | アニメ映画賞                           | すずめの戸締まり   | ノミネート | [ 171 ] [ 172 ]         |
| 2023シアトル映画批評家協会賞                                                                      | アニメ映画賞                           | すずめの戸締まり   | ノミネート | [ 173 ]                 |
| 2024アストラ映画賞                                                                                | アニメ映画賞                           | すずめの戸締まり   | ノミネート | [ 174 ]                 |
| 第19回オースティン映画批評家協会賞                                                                | アニメ映画賞                           | すずめの戸締まり   | ノミネート | [ 175 ]                 |
| 第81回ゴールデングローブ賞                                                                        | アニメ映画賞                           | すずめの戸締まり   | ノミネート | [ 176 ]                 |
| 第44回ロンドン映画批評家協会賞                                                                    | アニメ映画賞                           | すずめの戸締まり   | ノミネート | [ 177 ]                 |
| 第51回サターン賞                                                                                  | アニメ映画賞                           | すずめの戸締まり   | ノミネート | [ 178 ] [ 179 ]         |
| 国際シネフィル協会賞                                                                              | アニメ映画賞                           | すずめの戸締まり   | ノミネート | [ 180 ]                 |
| 第28回サテライト賞                                                                                | アニメーション・ミックスメディア映画賞 | すずめの戸締まり   | ノミネート | [ 181 ] [ 182 ]         |
| 第51回アニー賞                                                                                    | 長編作品賞                             | すずめの戸締まり   | ノミネート | [ 183 ] [ 184 ]         |
| 第51回アニー賞                                                                                    | 長編作品声優賞                         | 松村北斗           | ノミネート | [ 183 ] [ 184 ]         |
| 第51回アニー賞                                                                                    | 長編作品脚本賞                         | 新海誠             | ノミネート | [ 183 ] [ 184 ]         |
| 第51回アニー賞                                                                                    | 長編作品ストーリーボード賞             | 新海誠             | ノミネート | [ 183 ] [ 184 ]         |
| 第51回アニー賞                                                                                    | 長編作品音楽賞                         | RADWIMPS/陣内一真  | ノミネート | [ 183 ] [ 184 ]         |
| 第51回アニー賞                                                                                    | 長編作品キャラクター・アニメーション賞 | 土屋堅一           | ノミネート | [ 183 ] [ 184 ]         |
| 第51回アニー賞                                                                                    | 長編作品視覚効果賞                     | 竹内良貴/瀬下寛之  | ノミネート | [ 183 ] [ 184 ]         |
| クランチロール・アニメアワード2024                                                                | 最優秀長編アニメ賞                     | すずめの戸締まり   | 受賞       | [ 185 ]                 |
| クランチロール・アニメアワード2024                                                                | 最優秀作曲賞                           | すずめの戸締まり   | ノミネート | [ 185 ]                 |
| クランチロール・アニメアワード2024                                                                | 最優秀アニソン賞                       | すずめ             | ノミネート | [ 185 ]                 |

- ドイツ・ベルリンで2023年2月16日から26日まで開催された第73回ベルリン国際映画祭のコンペティション部門に出品。日本アニメーションでは『千と千尋の神隠し』以来、21年ぶりとなる[186]。23日午後に本作が、メイン会場のベルリナーレ・パラストで公式上映された。25日夜（日本時間26日未明）の授賞式で結果が発表されたが、ノミネートにとどまり受賞はしなかった[187][188][162]。
- 2023年度の第81回 ゴールデングローブ賞では、日本から『君たちはどう生きるか』と共にアニメ映画賞にノミネートされた[189]。

## メディアミックス

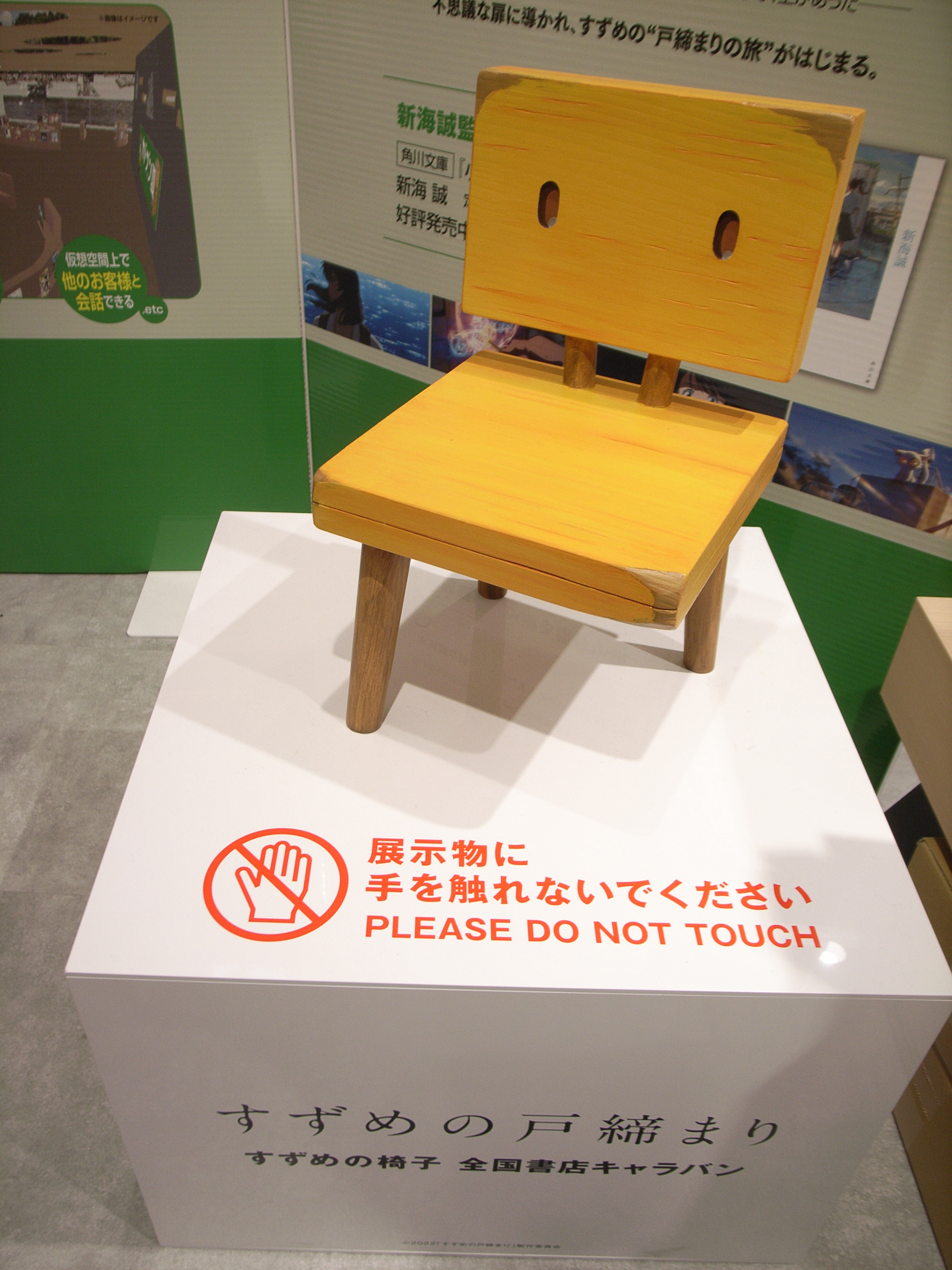
角川が提供する「すずめの椅子」（紀伊国屋書店にて）

### 小説
- 新海誠『小説 すずめの戸締まり』KADOKAWA〈角川文庫〉、2022年8月24日。ISBN 9784041126790。[45]
- 新海誠『すずめの戸締まり』KADOKAWA〈角川つばさ文庫〉、2022年10月13日。ISBN 9784046321909。[190]

### 漫画
コミカライズが『月刊アフタヌーン』（講談社）にて、2022年12月号から2024年2月号まで連載された。漫画は甘島伝記が担当。
- 新海誠（原作）・甘島伝記（漫画）『すずめの戸締まり』講談社〈アフタヌーンKC〉、全3巻
  1. 2023年3月23日発売[193]、ISBN 978-4-06-530880-6
  2. 2023年9月22日発売[194]、ISBN 978-4-06-532975-7
  3. 2024年2月22日発売[195]、ISBN 978-4-06-534603-7

### ビジュアルガイド
新海誠監督作品 すずめの戸締まり 公式ビジュアルガイド KADOKAWA、2023年1月16日。 ISBN 978-4-04-113229-6。

### 絵本
ハンバーガーチェーンのマクドナルド（日本マクドナルド）の「ハッピーセット」のおまけとして、2022年11月4日から前日譚『すずめといす』が一部店舗を除いて販売される。海島千本が平仮名名義の「うみしませんぼん」で絵を担当。

## 展覧会
作画や絵コンテ、美術背景などの貴重な制作資料を展示する「すずめの戸締まり展」を開催。札幌、大阪、金沢、福岡ほか順次全国巡回予定。
開催
- 2023年4月19日から5月8日 - 東京・松屋銀座
- 2023年5月26日から6月18日 - 札幌・サッポロファクトリー3条館
- 2023年6月22日から7月16日 - 大阪・大丸梅田店
- 2023年7月20日から8月20日 - 金沢・金沢エムザ
- 2023年9月8日から10月1日 - 福岡・福岡三越
- 2023年10月7日から11月5日 - 米子・米子天満屋
- 2023年11月10から11月27日 - 名古屋・名古屋パルコ
- 2023年12月13日から12月26日 - 浜松・遠鉄百貨店
- 2024年1月2日から2月12日 - 松本・松本パルコ
- 2024年3月15日から4月7日 - 盛岡・パルクアベニュー・カワトク

## プロモーション

### 入場者プレゼント
新海誠本
入場者プレゼント第1弾。全国合計300万人へ配布。「すずめの戸締まり」の企画書全文＆新海誠ロングインタビューや「君の名は。」「天気の子」企画書一部掲載、新海誠✕ 原菜乃華×松村北斗鼎談インタビューなどが収録されている。
新海誠本2
入場者プレゼント第2弾。12月3日から全国合計150万人へ配布。全20ページとなる本書は、すずめと草太を演じ切った原と松村、そして『君の名は。』『天気の子』に続き3作連続でタッグを組んだ野田洋次郎が、監督の新海について語り尽くすページや、劇中に散りばめられた謎について新海監督が原・松村からの質問に答えるQ＆Aコーナー、さらには九州、四国、関西、東京と続く劇中の名場面を追体験できるビジュアルページなどが収録されている。
「小説 すずめの戸締まり〜環さんのものがたり〜」
入場者プレゼント第3弾。12月24日から全国合計150万人へ配布。監督の新海が映画完成後に書き下ろした、すずめの叔母・環のスピンオフ掌編小説。
「小説 すずめの戸締まり〜芹澤のものがたり〜」
入場者プレゼント第4弾。1月28日から全国合計50万人へ配布。監督の新海が新たに書き下ろした、草太の友人・芹澤朋也のスピンオフ掌編小説。
感謝の戸締まりポストカード
入場者プレゼント第5弾。5月12日から全国合計40万人へ配布。表面には「おかえりなさいビジュアル」がデザインされており、裏面には監督の新海からのメッセージがプリントされている。

### イベント・コラボ企画

#### 舞台挨拶
- 「初日舞台挨拶」と称して、2022年11月11日にTOHOシネマズ六本木ヒルズスクリーン7で開催。登壇者は新海誠監督、岩戸 鈴芽役の原菜乃華、宗像 草太役の松村北斗、岩戸 環役の深津絵里、岡部 稔役の染谷将太、海部 千果役の花瀬琴音が登壇[208]。
- 11月18日にTOHOシネマズ六本木ヒルズにて上映開始前の舞台挨拶の模様を全国の劇場で生中継された[209]。

#### 全国舞台挨拶キャンペーン「行ってきます日本」
『すずめの戸締まり』の公開を記念して、全国の劇場にて舞台挨拶を行うキャンペーン。
| 開催地     | 開催日         | 会場                               | 上映回                          |
| ---------- | -------------- | ---------------------------------- | ------------------------------- |
| 兵庫・大阪 | 2022年11月17日 | OSシネマズミント神戸               | 10:40の回上映終了後             |
| 兵庫・大阪 | 2022年11月17日 | OSシネマズ神戸ハーバーランド       | 11:45の回上映終了後             |
| 兵庫・大阪 | 2022年11月17日 | TOHOシネマズなんば                 | 13:30の回上映終了後（IMAX上映） |
| 兵庫・大阪 | 2022年11月17日 | TOHOシネマズ梅田                   | 15:40の回上映終了後             |
| 兵庫・大阪 | 2022年11月17日 | TOHOシネマズ梅田                   | 19:20の回上映開始前             |
| 静岡・愛知 | 2022年11月20日 | シネシティザート                   | 12:10の回上映終了後             |
| 静岡・愛知 | 2022年11月20日 | TOHOシネマズららぽーと磐田         | 14:20の回上映終了後             |
| 静岡・愛知 | 2022年11月20日 | 109シネマズ名古屋                  | 17:25の回上映終了後（IMAX上映） |
| 愛知       | 2022年11月21日 | TOHOシネマズ赤池                   | 15:10の回上映終了後             |
| 愛知       | 2022年11月21日 | ミッドランドスクエアシネマ         | 16:45の回上映終了後             |
| 熊本       | 2022年11月23日 | TOHOシネマズ光の森                 | 10:00の回上映終了後             |
| 熊本       | 2022年11月23日 | TOHOシネマズ熊本サクラマチ         | 15:40の回上映終了後             |
| 熊本       | 2022年11月23日 | TOHOシネマズ熊本サクラマチ         | 19:00の回上映開始前             |
| 福岡       | 2022年11月24日 | T・ジョイ博多                      | 15:10の回上映終了後             |
| 福岡       | 2022年11月24日 | T・ジョイ博多                      | 18:30の回上映開始前             |
| 福岡       | 2022年11月24日 | TOHOシネマズららぽーと福岡         | 17:20の回上映終了後             |
| 宮崎       | 2022年11月25日 | ワンダーアティックシネマ           | 17:00の回上映開始前             |
| 宮崎       | 2022年11月25日 | セントラルシネマ宮崎               | 16:00の回上映終了後             |
| 岡山       | 2022年11月29日 | TOHOシネマズ 岡南                  | 13:550回上映終了後              |
| 岡山       | 2022年11月29日 | イオンシネマ岡山                   | 15:20の回上映終了後             |
| 広島       | 2022年11月30日 | サロンシネマ                       | 9:40の回上映終了後              |
| 広島       | 2022年11月30日 | 広島バルト11                       | 14:45の回上映終了後（IMAX上映） |
| 広島       | 2022年11月30日 | TOHOシネマズ 緑井                  | 16:05の回上映終了後             |
| 北海道     | 2022年12月2日  | 札幌シネマフロンティア             | 15:40の回上映終了後             |
| 北海道     | 2022年12月2日  | ユナイテッド・シネマ札幌           | 16:50の回上映終了後             |
| 宮城       | 2022年12月3日  | イオンシネマ名取                   | 10:15の回上映終了後             |
| 宮城       | 2022年12月3日  | MOVIX仙台                          | 12:30の回上映終了後             |
| 宮城       | 2022年12月3日  | TOHOシネマズ 仙台                  | 16:10の回上映終了後（IMAX上映） |
| 岩手       | 2022年12月4日  | フォーラム盛岡                     | 12:20の回上映終了後             |
| 岩手       | 2022年12月4日  | フォーラム盛岡                     | 15:40の回上映開始前             |
| 新潟       | 2022年12月6日  | T・ジョイ新潟万代                  | 17:00の回上映終了後             |
| 新潟       | 2022年12月7日  | イオンシネマ新潟南                 | 11:10の回上映終了後             |
| 新潟       | 2022年12月7日  | T・ジョイ長岡                      | 13:25の回上映終了後             |
| 富山       | 2022年12月9日  | TOHOシネマズ ファボーレ富山        | 16:10の回上映終了後             |
| 石川・福井 | 2022年12月10日 | イオンシネマ金沢フォーラス         | 9:50の回上映終了後              |
| 石川・福井 | 2022年12月10日 | イオンシネマ白山                   | 12:55の回上映終了後             |
| 石川・福井 | 2022年12月10日 | 福井コロナシネマワールド           | 15:40の回上映終了後             |
| 愛媛       | 2022年12月12日 | シネマサンシャインエミフルMASAKI   | 15:10の回上映終了後             |
| 愛媛       | 2022年12月12日 | シネマサンシャイン衣山             | 16:40の回上映終了後             |
| 愛媛・香川 | 2022年12月13日 | TOHOシネマズ 新居浜                | 10:00の回上映終了後             |
| 愛媛・香川 | 2022年12月13日 | イオンシネマ高松東                 | 13:55の回上映終了後             |
| 愛媛・香川 | 2022年12月13日 | イオンシネマ綾川                   | 15:35の回上映終了後             |
| 長野       | 2022年12月15日 | 松本シネマライツ                   | 11:10の回上映終了後             |
| 長野       | 2022年12月15日 | 長野グランドシネマズ               | 16:40の回上映終了後             |
| 長野       | 2022年12月16日 | 佐久アムシネマ                     | 15:00の回上映終了後             |
| 鳥取       | 2023年1月14日  | MOVIX日吉津                        | 12:28の回上映終了後             |
| 島根       | 2023年1月15日  | 松江東宝5                          | 11:00の回上映終了後             |
| 島根       | 2023年1月15日  | T・ジョイ出雲                      | 13:50の回上映終了後             |
| 沖縄       | 2023年1月21日  | シネマQ                            | 13:55の回上映終了後             |
| 沖縄       | 2023年1月22日  | シネマライカム                     | 11:10の回上映終了後             |
| 沖縄       | 2023年1月22日  | シネマライカム                     | 12:10の回上映終了後             |
| 沖縄       | 2023年1月22日  | ユナイテッド・シネマPARCO CITY浦添 | 14:00の回上映終了後             |
| 福島       | 2023年1月28日  | イオンシネマ福島                   | 9:15の回上映終了後              |
| 福島       | 2023年1月28日  | 郡山テアトル                       | 14:35の回上映終了後             |
| 千葉       | 2023年1月29日  | TOHOシネマズ 流山おおたかの森      | 12:40の回上映終了後             |

#### 『小説 すずめの戸締まり』ディスプレイコンクール
- 映画公開を全国の書店から盛り上げるべく、『小説 すずめの戸締まり』書店店頭ディスプレイコンクールを開催。優秀店舗（2店舗）では「新海誠監督のサイン会」を開催、そして最優秀店舗（1店舗）では、「新海誠監督と原菜乃華によるサイン会」を開催。詳細については、『すずめの戸締まり』関連書籍公式サイトにて公開[211][212]。

#### コラボレーション企画

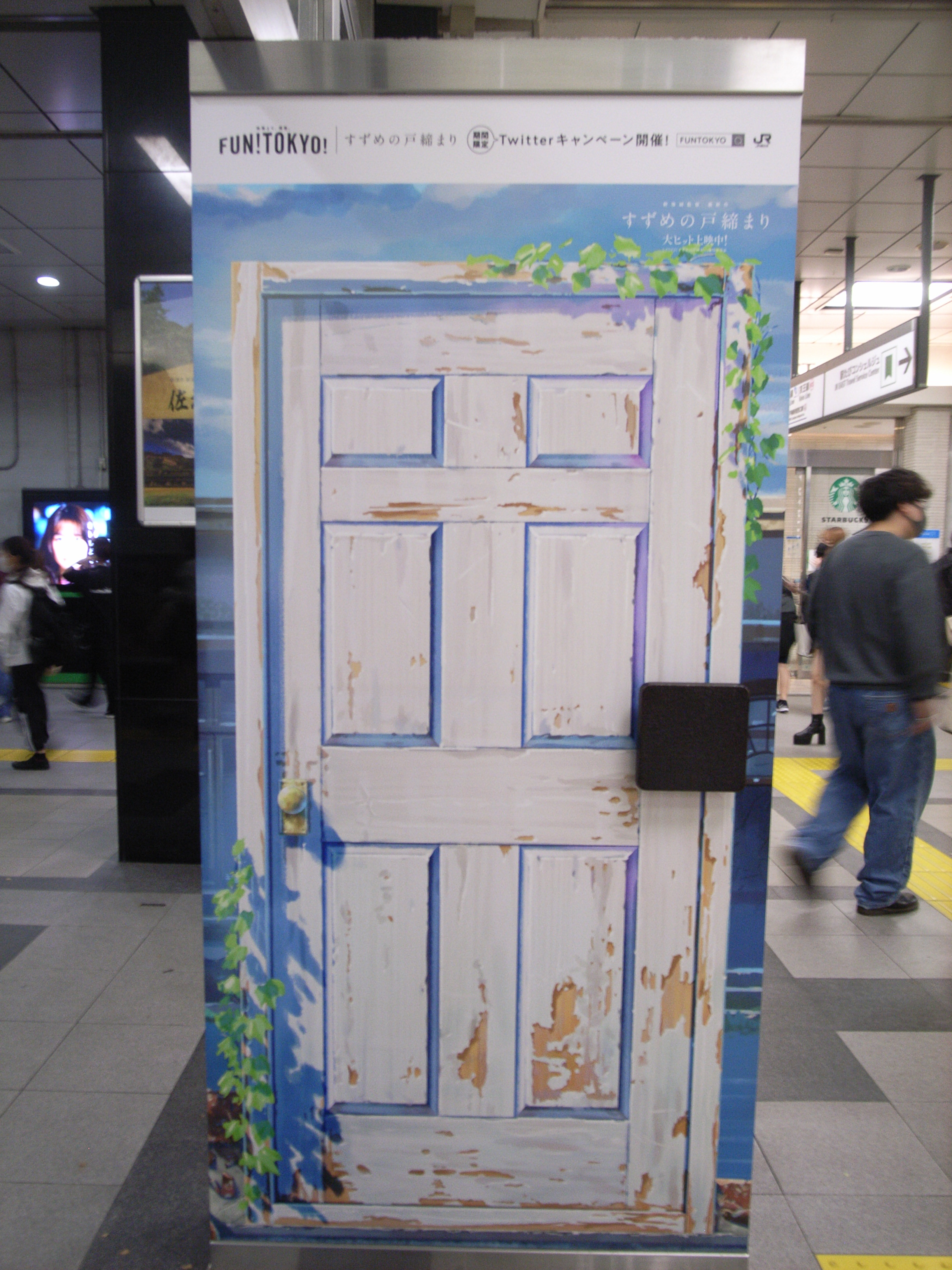
新宿駅に出現した扉

- 『日本の戸締まりプロジェクト』 - 全国47都道府県の地元企業47社が参加した大規模プロジェクト。本作のメッセージビジュアルを使用したポスターやCM、コラボ商品などを通じて日本各地で映画の宣伝を行う[213][214]。
- もちまる - 本作の広報大使に任命。YouTubeチャンネル「もちまる日記」にて、「もちまる」とのスペシャルコラボ動画を配信[動画 3][215]。
- 『すずめと旅する日本』 - KDDI・沖縄セルラーの協賛による地域共創プロジェクト。コラボレーションCMの公開やARを活用した同社コンテンツ企画の展開、キャンペーンを実施[216]。
- 『FUN!TOKYO! すずめの戸締まり』 - JR東日本の山手線沿線を中心とした東京エリアの魅力発信プロジェクト「FUN!TOKYO!」とコラボ。新宿駅東口および劇中に登場する御茶ノ水駅のお茶の水橋口にフォトスポットを設置[217]。
- acure（アキュア） - JR東日本が駅などに設置する飲料品の自動販売機。劇中で鈴芽が御茶ノ水駅ホームの自販機でミネラルウォーターのFrom AQUAを買って飲むシーンがあることから、自販機を期間限定で広告仕様にしている。なお、設置場所は改札外になる[218]。
- 『カドブン夏フェア 2022』 - 角川文庫の夏のフェアとのコラボを全国の書店で開催[219]。
- ローソンストア100 – 同社の全国の店舗で作品とコラボレーションした商品を販売[220]。「第73回ベルリン国際映画祭」コンペティション部門に正式出品を記念して、2月15日から再販。また、すずめの声優を務めた原菜乃華のメッセージが、2月15～21日に店内で放送[221]。
- マクドナルド - 同社の商品「ビッグマック」とコラボし、新海監督によるオリジナルCMを制作するほか、前述の通りセット商品「ハッピーセット」にて公式スピンオフ絵本「すずめといす」を販売[222]。
- ジェイアール東海パッセンジャーズ - 本作とのコラボ「アルミアイスクリームスプーンセット」を販売。3本のスプーンにはそれぞれ、本作に登場する「すずめ」「草太」「ダイジン」がデザインされている。東海道新幹線「のぞみ」「ひかり」の車内とJRCPオンラインショップで販売[223]。
- 『すずめの戸締まり Limited Cafe』

BOX cafe & space 新宿ミロード1号店にて2022年12月1日から2月5日まで期間限定で開催されている「すずめの戸締まり」コラボカフェであり、作中に登場するシーンや食事、キャラクターをイメージした美しく彩り豊かでSNS映えするフォトジェニックなメニューが提供されている。2023年3月23日から4月22日に大阪・心斎橋にあるkawara CAFE＆DINING 心斎橋店にて期間限定オープン。